# Timothy Severin
Timothy Severin ou Tim Severin (Jorhat, 25 de setembro de 1940 – 18 de dezembro de 2020) foi um explorador e escritor britânico.
Nasceu em Jorhat, na Índia em 25 de setembro de 1940. Enquanto ainda estudante de geografia e de história na Universidade de Oxford, Severin embarcou na Expedição Marco Polo juntamente com Stanley Johnson e Michael de Larrabeiti. Esta ocasião viria a se tornar o início de uma carreira de explorador e escritor. Tim Severin recriou várias viagens e jornadas legendárias a fim de tecer estimativas do quão realistas e factuais as tais lendas poderiam ser. 
Em 1978, Severin retraçou a suposta rota marítima do irlandês São Brandão que teria possivelmente descoberto a América do Norte bem antes de Colombo (ver o seu livro não-ficção na lista abaixo: The Brendan Voyage). São Brandão teria feito essa viagem transatlântica numa barcaça de couro do tipo Coracle que era muito comum na Irlanda de sua época. 
Recebeu a medalha do fundador pela Real Sociedade Geográfica em 1986.
Morreu em 18 de dezembro de 2020, aos 80 anos.

### Viking
- Odinn's Child (2005)
- Sworn Brother (2005)
- Liegeman or Kings man (2005)

### Não-ficção
- The Brendan Voyage (1978) Viagem em coracle da Irlanda à Terra Nova, Canadá.
- The Sinbad Voyage (1983) Navegando um dhow ou Boutre, um veleiro originado no Mar Vermelho e propagado pelos navegadores árabes, de Dubai à China.
- The Jason Voyage: The Quest for the Golden Fleece (1986) Navegando da Grécia ao país de Geórgia.
- Tracking Marco Polo (1986) Viagem de motocicleta de Veneza à Ásia Central, percorrendo a Rota da Seda.
- The Ulysses Voyage (1987) Velejando de Troia a Ítaca.
- Crusader (1989) Cavalgando da França ao Oriente Médio.
- In Search of Genghis Khan (1991) "À procura de Gengis Cã".
- The China Voyage (1994) Atravessando o Oceano Pacífico em uma barca de bambu.
- The Spice Islands Voyage (1997) (veja Alfred Russel Wallace, viagem pela Indonésia).
- In Search of Moby Dick (1999) (veja Herman Melville).
- In Search of Robinson Crusoe (2002) Em busca de Robinson Crusoe.